# Romy Rosemont
Romy Rosemont (New York, 28 oktober 1964) is een Amerikaanse actrice, scenarioschrijfster en filmproducente.

## Biografie
Rosemont heeft gestudeerd aan de Northwestern-universiteit in Illinois.
Rosemont is naast actrice ook actief als scenarioschrijfster en filmproducente, van 2012 tot en met 2013 is zij in deze functie verantwoordelijk voor elf afleveringen van de televisieserie Bitter Party of Five.
Rosemont is vanaf 2008 getrouwd met Stephen Root.

## Filmografie

### Films
Selectie:
- 2012 The Avengers – als Shawna Lynde
- 2011 Kung Fu Panda 2 – als moeder Pig (stem)
- 2011 Beverly Hills Chihuahua 2 – als hond Min Pin (stem)
- 2007 An American Crime – als Betty Likens
- 2006 Friends with Money – als Gretchen
- 2000 Whatever It Takes – als afspraakje van Cosmo
- 1999 The Bachelor – als Rita
- 1995 Congo – als assistente

### Televisieseries
Uitgezonderd eenmalige gastrollen.
- 2018-2022 A Million Little Things - als Shelly - 9 afl.
- 2021-2022 Big Sky - als Agatha - 9 afl.
- 2021 You - als rechercheur Ruthie Falco - 2 afl.
- 2021 Grown-ish - als kanselier Mitchell - 2 afl.
- 2018-2019 9-1-1 - als Lola Peterson - 2 afl.
- 2016-2018 Beyond - als Diane Matthews - 20 afl.
- 2016 Secrets and Lies - als Belinda Peterson - 3 afl.
- 2016 American Crime Story - als Jill Shively - 2 afl.
- 2015 Scandal - als Patty Snell - 2 afl.
- 2015 Silicon Valley - als Molly Kendall - 2 afl.
- 2015 Resident Advisors - als decaan Berber - 7 afl.
- 2009-2015 Glee – als Carole Hudson – 18 afl.
- 2014 The Fosters - als Amanda Rogers - 4 afl.
- 2013 Justified – als Sonya Gable – 2 afl.
- 2011 Paul the Male Matchmaker – als Daphne – 2 afl.
- 2004-2010 King of the Hill – als Margo – 2 afl.
- 2008 Swingtown – als dr. Gardner – 2 afl.
- 2007 Brothers & Sisters – als de adviseuse – 2 afl.
- 2006 Prison Break – als rechercheur Kathryn Slattery – 2 afl.
- 2002-2005 CSI: Crime Scene Investigation – als Jacqui Franco – 14 afl.
- 1998 Sleepwalkers – als rechercheur Vuscow – 2 afl.